# 新狩勝號誌站
新狩勝號誌站（日语：／ Shin-karikachi shingōjō */?）位於日本北海道上川郡新得町，是北海道旅客鐵道（JR北海道）根室本線與石勝線上的號誌站。

## 車站構造
位於新狩勝隧道新得側出口處，擁有2線的號誌站。靠近建築物的1號線供下行列車（新得、帶廣方向）使用，2號線供上行列車（瀧川、札幌方面）使用。

## 車站周邊
- 國道38號

附近常有例如熊、野豬等的野生動物出沒。

## 历史
- 1966年（昭和41年）9月30日 - 根室本線落合～新得間切換為新線時設立。
- 1981年（昭和56年）10月1日 - 石勝線開始營業。
- 1987年（昭和62年）4月1日 - 國鐵分割民營化後成為JR北海道轄下的車站。

## 相鄰車站
北海道旅客鐵道（JR北海道）
■■根室本線
落合（T37）－（上落合信號場）－（新狩勝信號場）－（廣內信號場）－（西新得信號場）－新得（K23）
■石勝線
苫鵡（K22）－（串內信號場）－（上落合信號場）－（新狩勝信號場）－（廣內信號場）－（西新得信號場）－新得（K23）